# Кысыл-Деревня
Кысы́л-Дере́вня (якут. Кыһыл Дэриэбинэ) — село в Намском улусе Якутии России. Входит в состав Хатын-Арынского наслега.

## География
Село расположено в пределах Центрально-Якутской равнины, в долине Энсиэли, на левом побережье реки Лена.
Географическое положение
Расстояние до улусного центра — села Намцы — 8 км, до центра наслега Аппаны — 3 км.
Климат
Средняя температура января −42 °C, июля +17…+18 °С. Осадков выпадает около 200—250 мм в год.

## История
Согласно Закону Республики Саха (Якутия) от 30 ноября 2004 года N 173-З N 353-III село вошло в образованное муниципальное образование Хатын-Арынский наслег.

## Население
| 2002 | 2010 | 2021 |
| ---- | ---- | ---- |
| 244  | ↗258 | ↗277 |

## Улицы
| - ул. им М. Решетниковой, - ул. Им Н.А. Гоголева, - ул. Новая, | - ул. Э. Сивцева, - ул. Юбилейная. |

## Экономика
В селе развито животноводство (мясо-молочное скотоводство, мясное табунное коневодство).

## Инфраструктура
Действуют дом культуры, учреждения здравоохранения и торговли.

## Достопримечательности
Расположен монумент «Саха ус кырыылаах буойуннара», посвящённый участникам Великой Отечественной войны.

## Транспорт
Стоит на автодороге 98К-005 Нам Якутск — Намцы — Булус.